# Arndorf (Otzing)

Die Filialkirche St. Peter und Paul in Arndorf

Arndorf ist ein Gemeindeteil der Gemeinde Otzing im niederbayerischen Landkreis Deggendorf.

## Lage
Das Kirchdorf Arndorf liegt im Gäuboden etwa einen Kilometer nordwestlich von Otzing in der Nähe der Bundesautobahn 92.

## Geschichte
Das Gebiet ringsum ist Altsiedelland, in Arndorf fand man eine kleine Hornsteinpfeilspitze der Jungsteinzeit. Der Ort wird im zweiten Herzogsurbar (vor 1300) als Aenndorf erwähnt und bildete später eine Obmannschaft im Amt Otzing des Gerichtes Natternberg. 1752 bestand Arndorf aus elf Anwesen.
Bei der Bildung der Steuerdistrikte 1808/1811 kam Arndorf zum Steuerdistrikt Otzing II. Section Haunersdorf und bei der Bildung der Gemeinden 1818/1821 zur Ruralgemeinde Haunersdorf. Bei dieser blieb Arndorf bis zur Eingliederung der Gemeinde Haunersdorf in die Gemeinde Otzing im Jahr 1978.

## Sehenswürdigkeiten
- Filialkirche St. Peter und Paul. Sie ist romanischen Ursprungs, wurde in der Spätgotik erweitert und im 18. Jahrhundert barock umgestaltet.